# 징저우시
징저우(중국어 간체자: 荊州, 병음: Jīngzhōu)는 중화인민공화국 후베이성 남부에 위치하는 지급시이다. 장강의 중류에 위치하는 항만 도시로, 일찍이 ‘형주’로 불린 지방의 일부였으며, 당시의 중심 도시인 강릉(장링)은 현재 형주 시내에 《형주 고성》으로 남아 있다. 역사상 여러 무장들의 쟁탈지가 되어, 특히 후한 말기부터 삼국시대에는 격렬한 싸움이 전개되었다.

## 지리
시의 면적은 14,067km2이며, 서부는 높고, 동부는 낮다. 비스듬이 비껴 흐르는 장강을 따라서, 시역 일대는 작은 분류나 수로, 호수와 늪지로 덮여 있다.
형주는 장강 중류 지역에 위치하며, 우한으로부터 서쪽으로 계속되는 강한평원의 일부를 이루고 있다. 시의 중심지인 사스 구(沙市区)는 시역의 동쪽, 장강 북해안에 위치한다. 옛날부터 현재까지 항만으로서 유명하다.
사스와 인접한 징저우 구(荊州区)는 형주 고성의 소재로 한 때 강릉성이 있던 장소이다. 시의 동쪽은 우한시(武漢市)에, 남동은 셴닝 시(咸寧市)에, 북쪽은 징먼 시(荊門市), 셴타오 시(仙桃市) 및 첸장 시(潜江市)에, 서쪽은 장강의 계곡, 삼협이 있는 이창 시(宜昌市)에, 남쪽은 후난성 웨양 시(岳陽市)에 각각 접하고 있다.

## 역사
현재의 징저우 시 주변은 장강 문명이 번창한 곳이었으며, 6,000년 전의 다시 문화의 유적도 출토되고 있다. 또 춘추시대, 전국시대의 초나라의 수도 영(郢)은 이 주변에 위치한 곳이었다. 고대의 지역명인 형주(荊州)는 한 때의 구주(九州)의 하나였고, 전한 초기의 13주의 하나이기도 하였으며, 현재의 후베이성과 후난성 징난(荊南)에 걸쳐 위치한 곳이었다.
형주는 장강 중류의 수운에 의한 교통과 물류의 거점으로 전략상의 요지이기도 하여, 병가에서는 반드시 확보하여야 하는 땅으로 여겨졌다. 형주 시역의 동쪽 《오림》(烏林)은 후한 말의 적벽대전이 치러진 곳이다. 삼국시대에는 위촉오 삼국의 경계의 땅이었다.
육조 시대, 전진의 남하에 의해 양양(襄陽)에서 쟝링(형주 고성)으로 형주의 중심이 옮겨져 이후 청나라 대까지 형주부의 중심은 쟝링에 있었다.
청일 전쟁 패전 후, 시모노세키 조약으로 사스는 개항지가 되었다. 중일 전쟁에서는 1940년 6월에 사스는 일본군에 점령되어 종전까지 점령되었다. 중화인민공화국 성립 후, 형주 주변은 몇 번이나 행정구분의 변경이 있었고, 1994년에는 사스 시, 장링 현, 징저우 지구가 합병해, 징사 시(荊沙市)가 발족되었다. 1996년에 《징저우 시》로 명칭이 변경되어 현재에 이르고 있다.
2015년 형주시 감리현 용성진에서 둥팡즈싱 호 침몰 사고가 일어났다.

## 경제
농업·어업 외에, 공업에서는 방적업이 중심이다. 또 삼국지연의 등을 테마로 하는 관광지이기도 하다.

## 행정 구역
시의 총면적 14,067km2이며, 구의 면적은 1,558km2, 시가지의 면적은 53km2이다. 2개의 시할구, 3개의 현급시, 3개의 현을 관할한다.

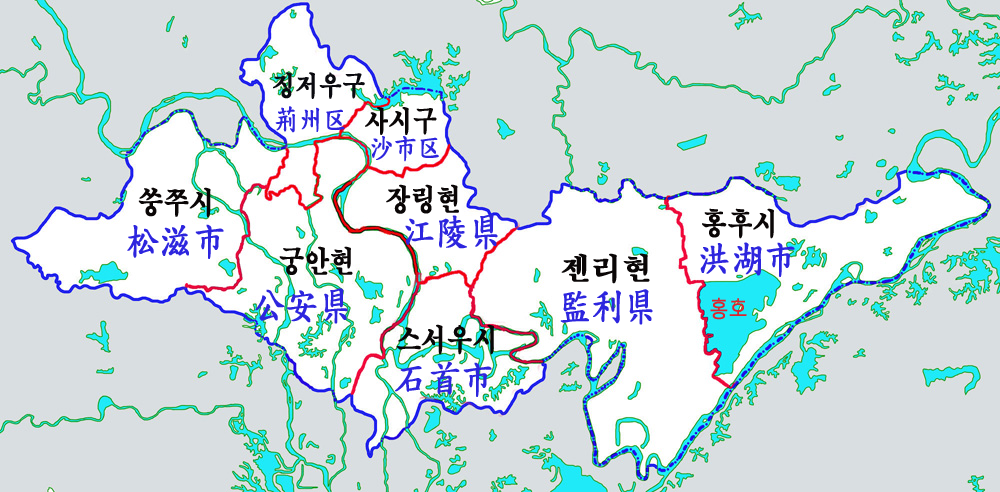
징저우시 현급구역

시할구
- 사스 구 (沙市区)
- 징저우 구 (荊州区)

현급시
- 스서우 시 (石首市)
- 훙후 시 (洪湖市)
- 쑹쯔 시 (松滋市)

현
- 궁안 현 (公安県)
- 젠리 현 (監利県)
- 장링 현 (江陵県)

## 교통
우한에서 버스를 이용하면, 고속도로를 달려 3시간 정도 거리에 있다.

## 기후
| 징저우시의 기후                                               | 징저우시의 기후 | 징저우시의 기후 | 징저우시의 기후 | 징저우시의 기후 | 징저우시의 기후 | 징저우시의 기후 | 징저우시의 기후 | 징저우시의 기후 | 징저우시의 기후 | 징저우시의 기후 | 징저우시의 기후 | 징저우시의 기후 | 징저우시의 기후 |
| 월                                                            | 1월             | 2월             | 3월             | 4월             | 5월             | 6월             | 7월             | 8월             | 9월             | 10월            | 11월            | 12월            | 연간            |
| ------------------------------------------------------------- | --------------- | --------------- | --------------- | --------------- | --------------- | --------------- | --------------- | --------------- | --------------- | --------------- | --------------- | --------------- | --------------- |
| 역대 최고 기온 °C (°F)                                        | 21.9 (71.4)     | 27.0 (80.6)     | 29.9 (85.8)     | 33.3 (91.9)     | 35.4 (95.7)     | 37.2 (99.0)     | 38.7 (101.7)    | 38.7 (101.7)    | 36.8 (98.2)     | 33.2 (91.8)     | 29.7 (85.5)     | 21.1 (70.0)     | 38.7 (101.7)    |
| 일평균 최고 기온 °C (°F)                                      | 8.2 (46.8)      | 11.2 (52.2)     | 15.9 (60.6)     | 22.1 (71.8)     | 27.0 (80.6)     | 30.0 (86.0)     | 32.3 (90.1)     | 32.1 (89.8)     | 28.3 (82.9)     | 22.9 (73.2)     | 16.6 (61.9)     | 10.7 (51.3)     | 21.4 (70.6)     |
| 일일 평균 기온 °C (°F)                                        | 4.4 (39.9)      | 7.0 (44.6)      | 11.4 (52.5)     | 17.3 (63.1)     | 22.2 (72.0)     | 25.8 (78.4)     | 28.3 (82.9)     | 27.8 (82.0)     | 23.6 (74.5)     | 18.1 (64.6)     | 12.1 (53.8)     | 6.6 (43.9)      | 17.0 (62.7)     |
| 일평균 최저 기온 °C (°F)                                      | 1.6 (34.9)      | 3.8 (38.8)      | 7.9 (46.2)      | 13.5 (56.3)     | 18.5 (65.3)     | 22.6 (72.7)     | 25.2 (77.4)     | 24.7 (76.5)     | 20.3 (68.5)     | 14.7 (58.5)     | 8.9 (48.0)      | 3.5 (38.3)      | 13.8 (56.8)     |
| 역대 최저 기온 °C (°F)                                        | −14.9 (5.2)     | −9.2 (15.4)     | −1.6 (29.1)     | −0.1 (31.8)     | 9.8 (49.6)      | 13.0 (55.4)     | 18.1 (64.6)     | 15.8 (60.4)     | 10.6 (51.1)     | 1.7 (35.1)      | −3.0 (26.6)     | −6.3 (20.7)     | −14.9 (5.2)     |
| 평균 강수량 mm (인치)                                         | 37.3 (1.47)     | 46.3 (1.82)     | 69.5 (2.74)     | 118.8 (4.68)    | 132.4 (5.21)    | 158.9 (6.26)    | 172.6 (6.80)    | 110.6 (4.35)    | 70.5 (2.78)     | 74.1 (2.92)     | 53.1 (2.09)     | 24.0 (0.94)     | 1,068.1 (42.06) |
| 평균 강수일수 (≥ 0.1 mm)                                      | 8.4             | 9.1             | 11.7            | 12.4            | 13.0            | 12.3            | 10.9            | 9.6             | 8.6             | 10.1            | 9.3             | 7.0             | 122.4           |
| 평균 강설일수                                                 | 4.4             | 3.2             | 1               | 0               | 0               | 0               | 0               | 0               | 0               | 0               | 0.3             | 1.4             | 10.3            |
| 평균 상대 습도 (%)                                            | 75              | 75              | 76              | 77              | 76              | 79              | 81              | 79              | 76              | 76              | 77              | 74              | 77              |
| 평균 월간 일조시간                                            | 83.5            | 86.5            | 116.7           | 138.0           | 145.4           | 143.2           | 195.4           | 200.1           | 145.4           | 129.3           | 113.5           | 99.8            | 1,596.8         |
| 가능 일조율                                                   | 26              | 27              | 31              | 36              | 34              | 34              | 46              | 49              | 40              | 37              | 36              | 32              | 36              |
| 출처: 중국기상국 (평년값: 1991년~2020년, 극값: 1971년~2010년) |                 |                 |                 |                 |                 |                 |                 |                 |                 |                 |                 |                 |                 |

## 관광

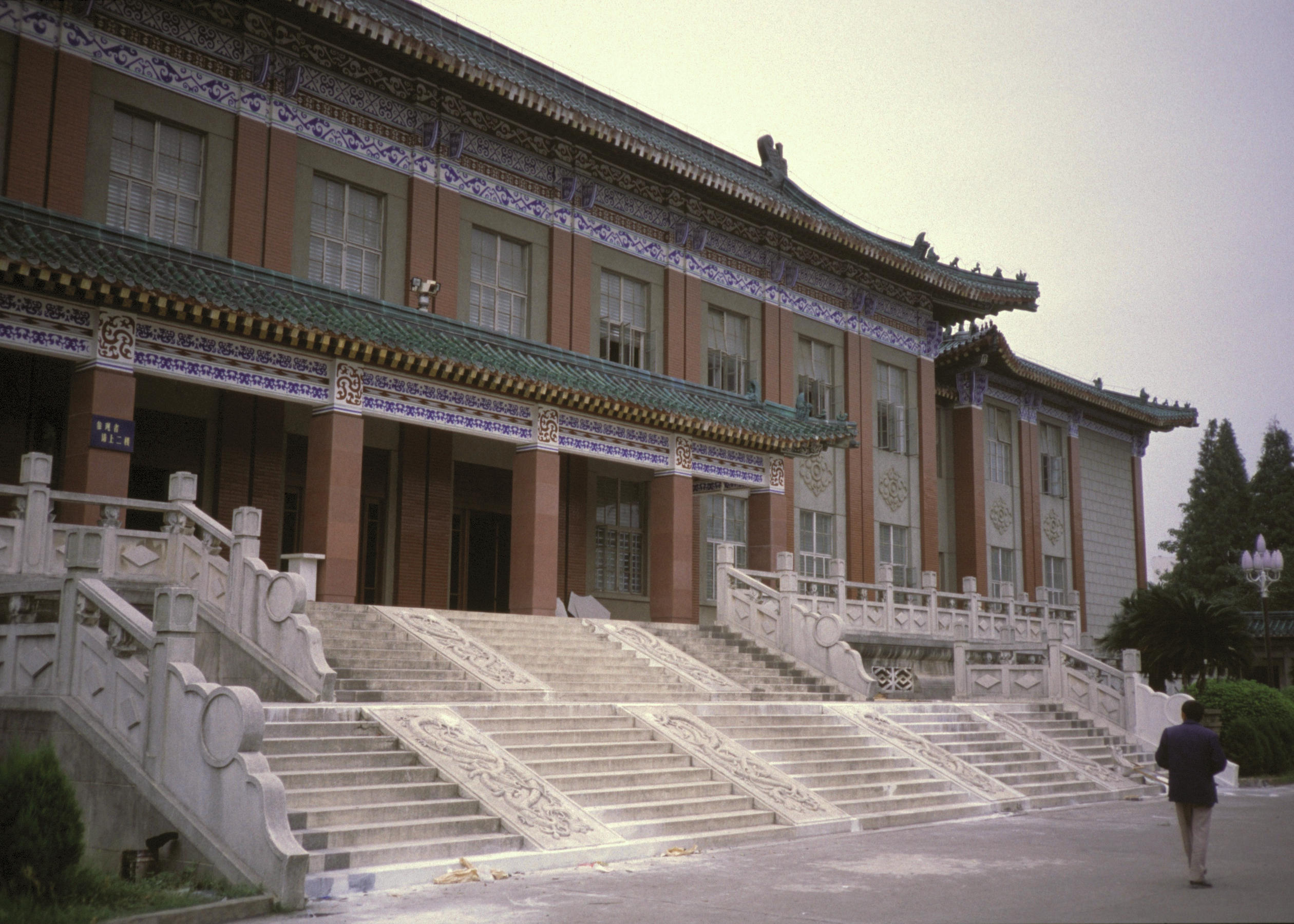
징저우 박물관

형주에는 초나라 이래 400년 이상 수도였기 때문에 기난성 초나라 도시 유적이 5개소, 유물이 발굴된 장소가 73개소, 그 외 분묘는 800개소 이상(집왕묘가 18개소)이 발견되고 있다. 당시의 시인, 굴원의 땅이기도 하다.
또한 삼국시대의 유적이 많이 남아 있다. 장강 연안의 오림(함녕시의 대안)은 적벽대전의 옛 전장이었으며, 형주의 수비를 맡아 결국 목숨을 잃은 촉한의 관우가 활약했던 곳이기도 하다. 강릉은 삼국 쟁탈의 성이며, 오나라의 손권에게 강릉 공략을 명령받은 주유가 위나라의 조인, 서황을 물리치고 공략했지만, 주유는 이 때 치명상을 입었다.
장강 연안의 항만 도시인 사스 구와 성곽도시의 《형주 고성》이 있는 징저우 구는 인접하고 있다. 형주 고성은 일찍이 《강릉성》으로 불리었고, 최근까지 구 강릉현의 중심이었다. 관우가 최초로 건설했다고 전해지고 있으며, 이후 많은 전투로 쟁탈의 대상이 되어 왔지만, 현재 남은 성곽 도시는 1646년에 재건된 것이다. 성벽의 높이 9m, 두께는 10m로, 둘레는 9.3 km에 이른다. 성벽, 성문 등의 보존 상태는 양호하다.
형주 고성 내부에는 형주 박물관이 있어, 형주 주변에서 출토한 자료가 전시되어 있다. 특히 2000년 전 남자의 미라는 보존 상태가 양호하게 발굴되어 박물관에 전시되어 있다. 또 전국시대에 만들어진 견직물이나 칠기의 출토품 등도 전시되고 있다.
그 밖에도 원대에 건립된 장화사(章華寺), 명대에 장강 가에 지어진 만수보탑(萬壽寶塔) 등이 시의 명소이다.

## 같이 보기
- 적벽대전
- 형주 전투
- 형주 평정전